# عقربا (نابلس)
عقربا هي بلدة فلسطينية في محافظة نابلس شمال الضفة الغربية، يبلغ عدد سكان بلدة عقربا في الداخل يبلغ حوالي 10,024 نسمة حسب التعداد العام 2017. تبلغ مساحتها 144 الف دونم.

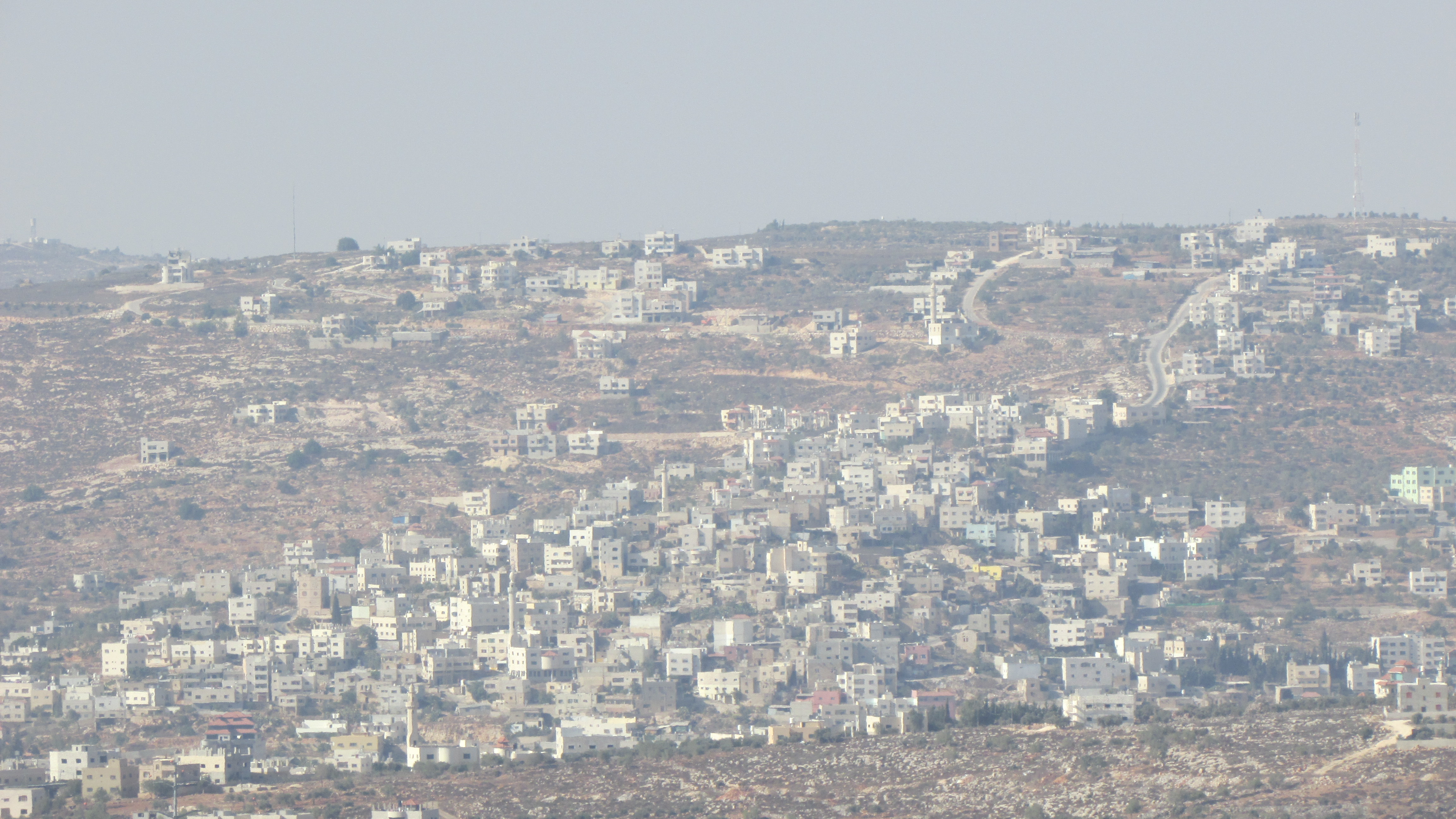
صورة لبلدة عقربا من إحدى القرى الجنوبية للبلدة

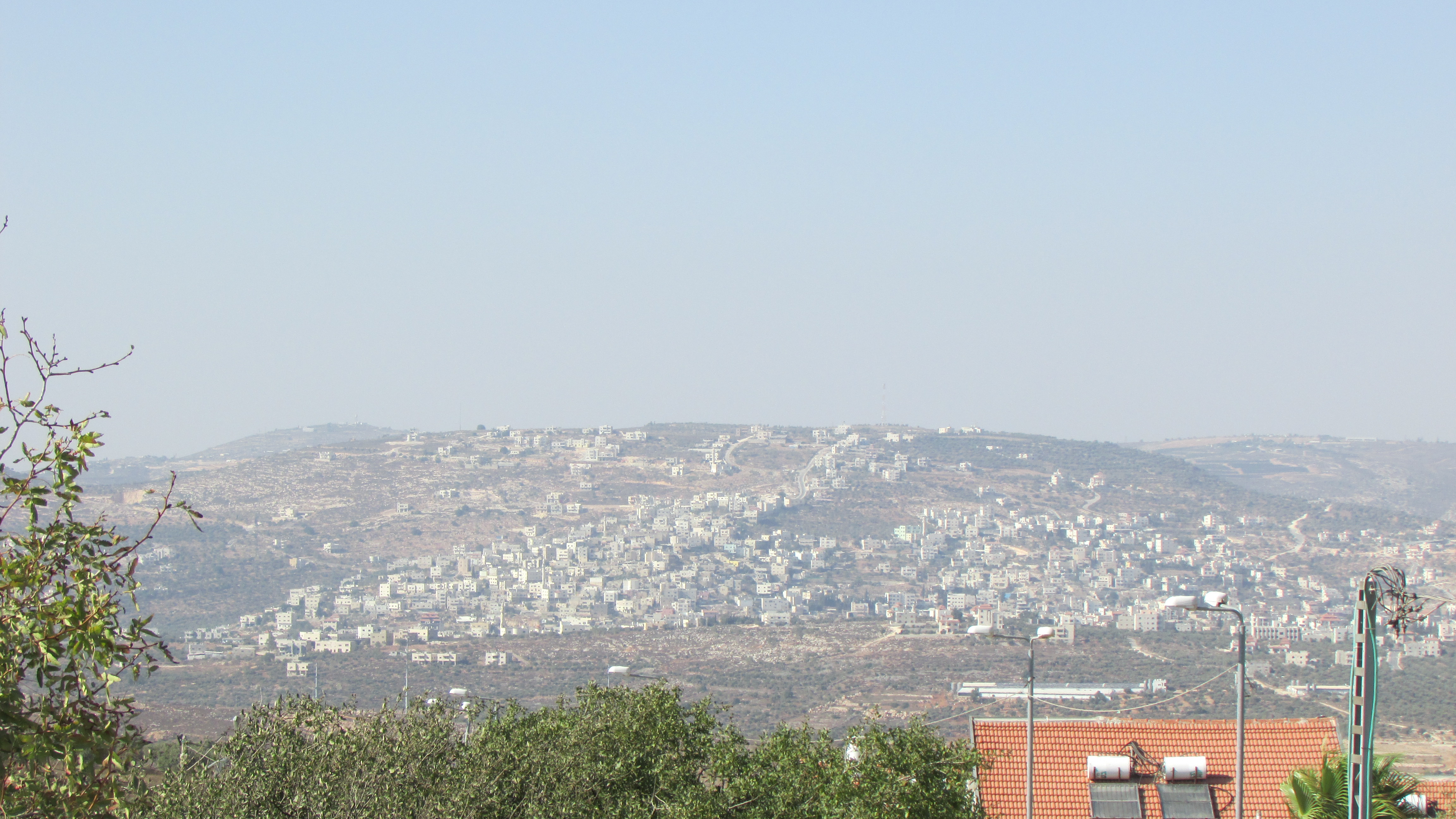
بلدة عقربا من الجهة الجنوبية

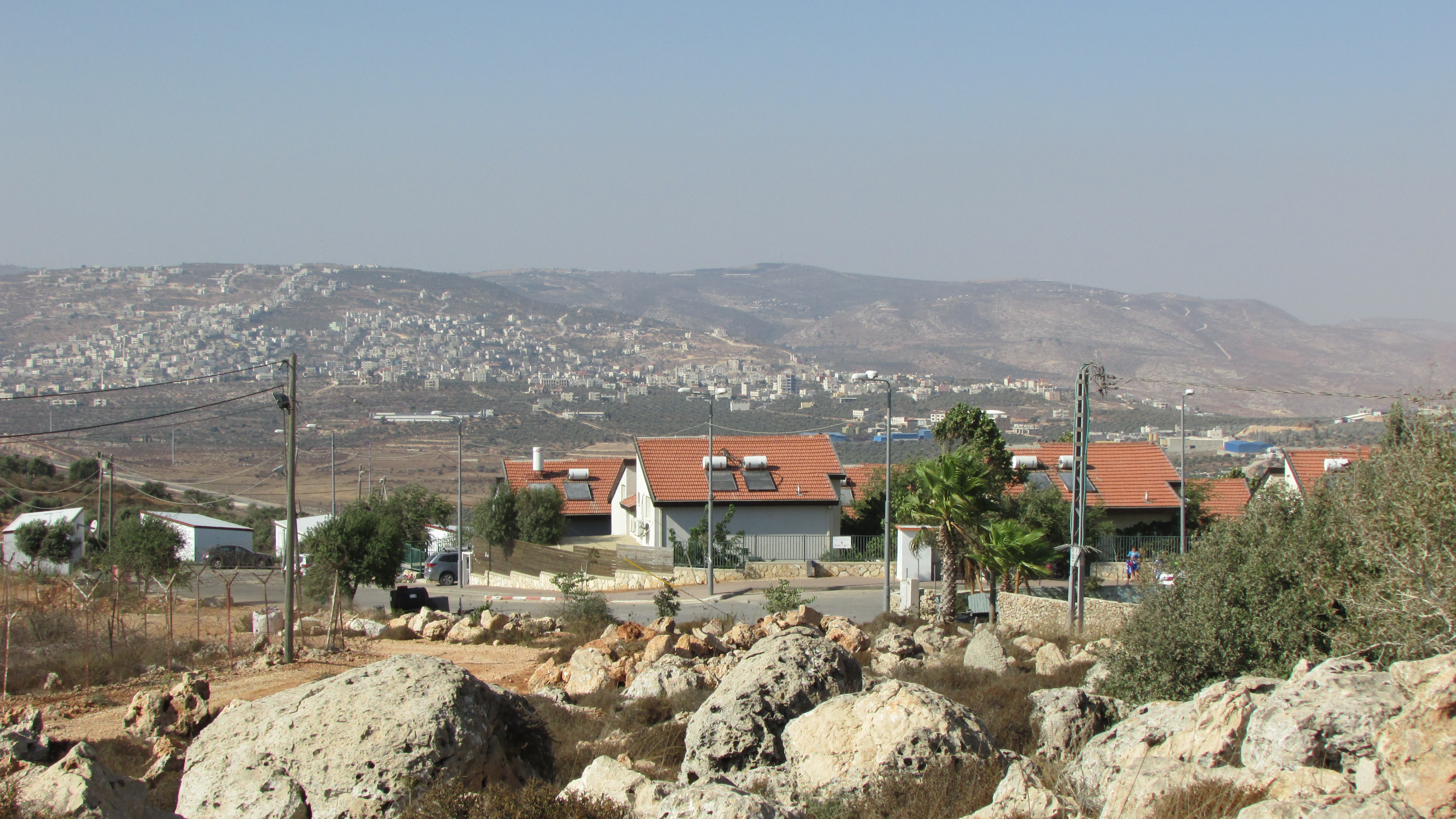
بلدة عقربا من جبال قرية قصرة والمقامة عليها مستوطنة مجداليم.

## التسمية
تشتهر بلدة عقربا بلقب "أم السبع حمايل"، ويعود هذا اللقب للعديد من الاصول التاريخية، فبعضها جغرافي "نسبة للموقع الذي سكنوه"، وبعضها نسبة لشخص نزل عقربا، وبعضها لجذور وأصول قديمة.
ويعود تسمية عقربا بهذا الاسم نسبة إلى أنثى العقرب، وهي من البلدات التي ذكرت في خريطة فسيفساء مأدبة، وفي رواية اخرى يعود تسمية البلدة بهذا الاسم نسبة إلى ملكة تدعى (عقرباء) وحذفت الهزء للتخفيف.

## الجغرافيا
تقع بلدة عقربا في وسط فلسطين، في الجزء الشمالي الشرقي من الضفة الغربية، إلى الجنوب الشرقي من مركز مدينة نابلس بحوالي 18 كم. وتبلغ مساحتها قرابة 144 الف دونم.
يحيط ببلدة عقربا العديد من القرى والبلدات الفلسطينية، فمن الغرب تتصل أراضيها مع أوصرين وقبلان وبيتا، ومن الجنوب مع مجدل بني فاضل وقصرة وجوريش، ومن الشرق تتصل بنهر الأردن، وتجاور يانون وبيت فوريك من الشمال.

## التاريخ
عُثر على قطع أثرية تعود إلى العصور الهلنستية، والرومانية، البيزنطية في القرية.

### العهد العثماني
تبعت عقربا إلى الإمبراطورية العثمانية في عام 1517 مع كل فلسطين، وكانت تتبع ولاية جبل قبل في سنجق نابلس. في عام 1596 ظهر لأول مرة اسم عقربا في سجلات الضرائب العثمانية، حيث دفعوا معدل ثابت للضريبة بنسبة 33,3٪ على المنتجات الزراعية المختلفة، مثل القمح، والشعير، والمحاصيل الصيفية، والزيتون، والماعز، وخلايا النحل. أشار فيكتور جويرين عالم الآثار الفرنسي إلى أنه «وصفها بأنها بلدة كبيرة مقسة لأربع أرباع كل ربع منها شيخ» وكان عدد سكانها 2000 نسمة وذلك عندما زارها عام 1870. عام 1882، أجرى صندوق استكشاف فلسطين مسحاً للقرية ووصفها بأنها «"قرية كبيرة، محاطة بأشجار الزيتون، ويوجد فيها العديد من المنازل المبنية، وهي تقف على سرج بين تلين، يرتفع أحدهما شمالها 700 قدم، القرية التي تقف عند مدخل ممر يمر عبره الطريق الرئيسي. إلى الجنوب السهل الخصب (جهير عقربا) ، وفي الجهة الشرقية مسجد. فعددهم ، وكان عدد السكان يتراوح بين 700 نسمة ".

### الانتداب البريطاني
في عام 1917، سقطت عقربا بيد الجيش البريطاني، ودخلت البلدة مع باقي فلسطين مظلة الانتداب البريطاني على فلسطين عام 1920، وأصبحت عقربا تتبع قضاء نابلس في تلك الفترة حتى وقوع النكبة.
أجرت سلطات الانتداب البريطاني تعدادا عاما للسكان عام 1922، وقد بلغ عدد السكان حوالي 1160 نسمة (1158 مسلمين، اثنان مسيحين)،  ثم تزايد العدد وتم ضم خربة فصايل حتى وصل إلى 1,478 نسمة جميعهم مسلمين في تعداد عام 1931. أما في تعداد عام 1945 أصبح عدد سكان عقربا إلى حوالي 2060 نسمة جميعهم مسلمين.

### الحكم الأردني
في أوائل خمسينيات القرن العشرين أتبعت عقربا للحكم الأردني بين حربي 1948 و1967، وكان عدد سكانها آنذاك حوالي 2875 نسمة عام 1961،  وكانت تتبع إدارياً إلى قضاء نابلس.

### النكسة
سقطت عقربا في يد الاحتلال بعد حرب النكسة، صادر الاحتلال الإسرائيلي 1085 دونم لتوسعة المستوطنات الإسرائيلية لكل من (جيتيت ومستوطنة ايتمار) نسبة لإحصاء معهد الأبحاث التطبيقية القدس، ثم تم مصادرة أراضي جديدة لإقامة معسكر تدريب لجيش الاحتلال الإسرائيلي، ولا زالت انتهاكات الاحتلال الاسرائيلي والتضيق على بلدة عقربا واراضيها حيث تم حرق المركبات، تخريب الأراضي الزراعية، وهدم المنازل.
في عام 2014 و 2018 أضرم النار في مسجد أبو بكر الصديق ومسجد الشيخ سعادة ابو شاهر في بلدة عقربا وخط شعارات تحريضية باللغة العبرية بما  معناه بالعربية" تدفيع الثمن" و " تفوح هي  كهاناه"، في إشارة إلى مستوطنة تفوح  المقامة على أراضي مصادرة جنوب محافظة نابلس.

### السلطة الفلسطينية
بعد تأسيس السلطة الفلسطينية، قسمت أراضي القرية إلى قسمين: الأول عرف باسم المنطقة «ب» ويشكل نسبة 31% ويشمل أراضي عقربا ويانون، بينما القسم الآخر عرف باسم المنطقة «ج» ويشكل 69%.

## السكان
دخلت فلسطين وفود كبيرة عبر العصور من تجار وغيرهم وذلك لموقعها الهام كنقطة وصل بين القارات، ومركز للحضارات والأديان. يبلغ عدد سكان عقربا حاليا حوالي 10024 نسمة جميعهم من المسلمين وذلك حسب التعداد العام للسكان 2017 الذي أجراه الجهاز المركزي للإحصاء الفلسطيني، يقدر عدد سكان عقربا الحالي حوالي 12000 نسمة.
| السنة      | (1870) | (1882) | (1922) | (1931) | (تعداد 1945) | (تعداد 1961) | (2017) | (2023) |
| ---------- | ------ | ------ | ------ | ------ | ------------ | ------------ | ------ | ------ |
| عدد السكان | 2000   | 700    | 1160   | 1478   | 2060         | 2,875        | 10024  | 12000  |

### عائلات القرية
يتوزع سكان البلدة على ست حمايل:
- بني فضل وتضم: عائلة اشتيه، عائلة مراشدة، عائلة أبو لحية وعائلة أبو هلال.
- الديرية وتضم: عائلة الهواوشة، عائلة الحمزات وعائلة مراوحية.
- بني جابر وتضم: عائلة العديات.
- بني منيه وتضم كل من الجربان والزيات.
- بني جامع وتضم عائلة أبو شهاب عائلة بني حميدة وعائلة آل صبرة.
- الميادمة وتضم عائلة خاطر عائلة الخجيل وعائلة أبو حماد.

## الأماكن الدينة والأثرية

### الأماكن الدينة
يدير البلدة بلدية عقربا يأتي أعضائها بالانتخاب، يوجد في بلدة عقربا 11 مسجد وهي: المسجد الكبير، مسجد الصحابة، مسجد أبو لحية، مسجد الخلافة، مسجد بلال، مسجد عمر بن الخطاب، مسجد الحصن، مسجد أويس القرني، مسجد أبو بكر الصديق، مسجد الطويل، ومسجد علي بن أبي طالب، كما ويوجد فيها العديد من المقامات التي تعود للعصر المملوكي والعثماني أهمها: مقام الشيخ احمد العقرباوي الذي يقع وسط البلدة ويعود لأكثر من 1180 سنة، مقام الرفاعي الذي يقع في الجهة الجنوبية من البلدة، و مقام عبد النور الذي يقع وسط القرية ولكن آثاره ليست موجودة حتى الآن ومقام الشيخ يوسف.

### الأماكن الأثرية
يوجد في بلدة عقربا العديد من الأماكن الأثرية منها: البركة الرومانية، قلعة الحصن، خربة العرمة، خربة قرقفة، الآبار الرومانية، قلعة صرطبة.

## مؤسسات البلدة
يوجد في البلدة العديد من المؤسسات الحكومية والخيرية والتي تقدم خدماتها لمختلف الفئات نسبة إلى معهد الأبحاث التطبيقية منها:
- مركز شرطة
- بلدية عقربا، تم تأسيسها عام 1997[19]
- شعبة بريد
- نادي عقربا الرياضي
- مركز عقربا النسوي
- عيادة عقربا
- مستوصف عقربا الخيري

## الاقتصاد
تعد الزراعة القطاع الاقتصادي الرئيسي في البلدة حيث تشكل 55% من الأيدي العاملة، تنتج البلدة محاصيل الزيتون، والتين، واللوز، والعدس، والقمح وبعض الخضراوات. لكن التوسع العمراني للبلدة والتوسع في البنية التحتية وفتح الشوارع قلص المساحات المزروعة من الأراضي الزراعية، فيما تشكل القطاعات الاخرى 45% من الأيدي العاملة.
| توزيع القوى العاملة حسب النشاط الاقتصادي | توزيع القوى العاملة حسب النشاط الاقتصادي |
| ---------------------------------------- | ---------------------------------------- |
| الزراعة                                  | 55% من الأيدي العاملة                    |
| التجارة                                  | 20% من الأيدي العاملة                    |
| الموظفين                                 | 10% من الأيدي العاملة                    |
| سوق العمل                                | 5% من الأيدي العاملة                     |
| الصناعة                                  | 5% من الأيدي العاملة                     |
| الخدمات                                  | 5% من الأيدي العاملة                     |

## الاستيطان
تحيط بالبلدة العديد من المستوطنات والقواعد العسكرية، من الجهة الجنوبية الشرقية مستوطنة جيتيت وهي مبنية على أراضي عقربا والجفتلك، من الجهة الشمالية مستوطنة ايتمارالمقامة على أراضي عقربا وعورتا، كما وصادر الاحتلال الإسرائيلي المئات من الدونمات لإقامة قاعدتين عسكريتين من الجهة الشرقية للبلدة وشكلت العديد من الاعتداء على المواطنين.
شكلت المستوطنات العديد من الهجمات والاعتداءات على المواطنين وأراضيهم والاعتداء على الأماكن الدينة كحرق المساجل وكتابة شعارات عنصرية، والاعتداء على المنازل وقطع الاشجار وغيرها.
كشفت صحيفة "هآرتس" الإسرائيلية في 23 يونيو 2023 عن وثائق تُفيد أن الجيش الإسرائيلي قد سمّم أراضٍ زراعية في البلدة في أبريل 1972 تصل مساحتها إلى نحو 500 دونمًا بهدف إتلاف محاصيلها، ثم أتبع ذلك بمصادرتها وإقامة مستوطنة عليها.

## المضافات
تجسد المضافة في بلدة عقربا معنى الترابط والتعاون، لأنها تجمع أبناء الحمولة في أفراحهم وأتراحهم، بالإضافة لكونها منزلاً ومقاماً للزائرين، خاصة في الأزمنة القديمة. ومن المضافات في البلدة:
1. مضافة بني منيه
2. مضافة بني جابر
3. مضافة الديرية
4. مضافة الميادمة
5. ديوان الهواوشة
6. ديوان آل أبو لحية
7. مضافة بني جامع